# Katrina Henešová
Kateřina „Katrina“ Henešová (geb. 20. Januar 1985) ist eine tschechische Schauspielerin.

## Karriere
2005 erhielt die damals 20-Jährige eine Rolle in der Fernsehserie Met Art. Anschließend folgte eine kleine Rolle in dem US-amerikanischen Folter-Horrorfilm Hostel. Danach engagierte der Filmproduzent Lloyd A. Simandl Henesova für insgesamt vier seiner Sexploitationfilme der Bound Heat-Reihe. Danach tritt Henesova als Filmschauspielerin nicht mehr in Erscheinung.

## Filmografie
- 2005: Met Art (Fernsehserie)
- 2005: Hostel
- 2006: Verraten und verkauft – Die Sklavenschule der Baronin (Bound Tears)
- 2006: Twisted Love
- 2007: The Slave Huntress
- 2007: Mistress of Souls